# 怀特黑文
怀特黑文（英語：Whitehaven）是位於英格蘭坎布里亞郡的一個濱海小鎮。據2011年人口普查，懷特港有人口23,986人。